# Melinda French Gates

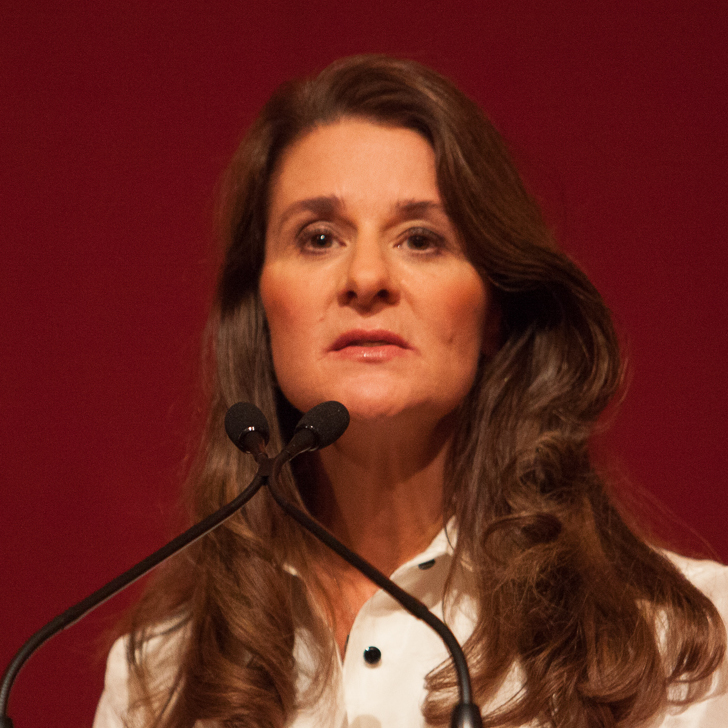
Melinda Gates 2014 in London

Melinda French Gates DBE (* 15. August 1964 in Dallas, Texas als Melinda Ann French) ist eine US-amerikanische Geschäftsfrau, Philanthropin und Autorin. Sie war bis 2021 die Ehefrau von Bill Gates, den sie bei Microsoft kennenlernte, wo sie als Projektmanagerin unter anderem für Microsoft Bob, Microsoft Encarta und Expedia verantwortlich war. Das Magazin Forbes zählt sie seit 2004 zu den mächtigsten Frauen der Welt.

## Leben

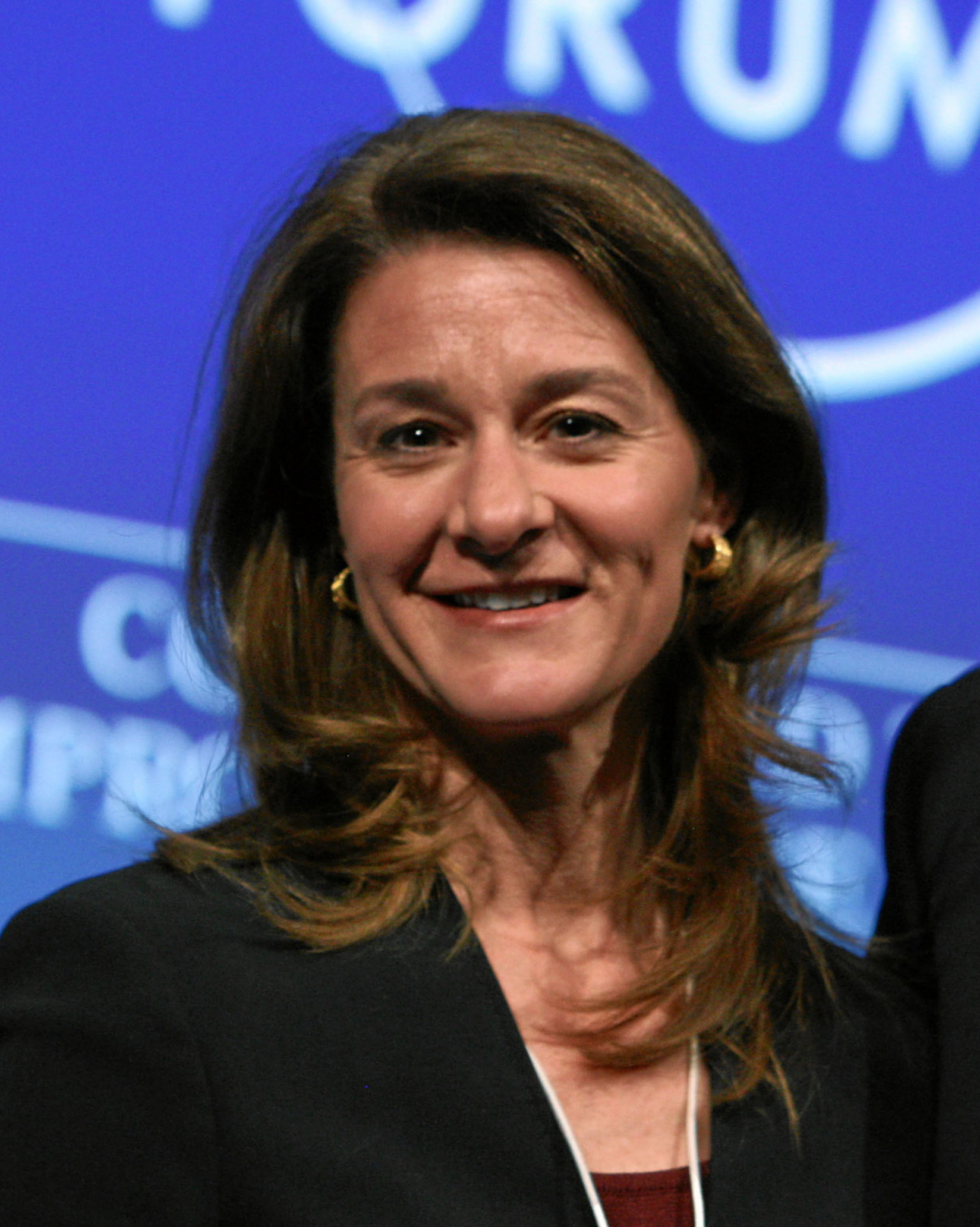
Gates während des WEFs 2011

Ihr Vater ist Ingenieur, die Mutter Hausfrau. Sie schloss 1986 ihr Informatik- und Wirtschaftsstudium an der Duke University mit dem Bachelor-Grad ab und machte 1987 ihren MBA. Nach einem Bewerbungsgespräch mit einer IBM-Personalmanagerin folgte sie deren Rat, bei dem jungen und wachsenden Unternehmen Microsoft anzufangen, bei dem sie als Frau leichter Karriere machen könne als bei IBM.
Ihrer persönlichen Initiative wird die Existenz von Office-Assistenten wie Clippy (in der deutschen Ausgabe als Karl Klammer bekannt) sowie der Bedienoberfläche Microsoft Bob zugeschrieben. Sie leitete das Online-Reisebüro Expedia bei Microsoft in der Gründungsphase.
Am 1. Januar 1994 heiratete sie Microsoft-Gründer Bill Gates. Die beiden haben drei gemeinsame Kinder, geboren 1996, 1999 und 2002 (Jennifer, Rory und Phoebe). Zusammen mit ihrem Ehemann gründete sie 1994 die Wohltätigkeitsorganisation William H Gates Foundation, 1999 umbenannt in Bill & Melinda Gates Foundation. Die Idee hatten sie 1993 während einer Kongo-Reise entwickelt.
Melinda Gates wurde 2012 in die American Academy of Arts and Sciences und 2013 vom amerikanischen Wirtschaftsmagazin Forbes auf Platz 3 der Liste der 100 mächtigsten Frauen der Welt gewählt. Melinda Gates gehört der römisch-katholischen Kirche an.
Am 3. Mai 2021 gaben Bill und Melinda Gates die Entscheidung bekannt, ihre Ehe zu beenden. Sie führt seitdem den Namen Melinda French Gates. Die New York Times berichtete, Melinda Gates habe sich unwohl wegen der Verbindung ihres Mannes mit Jeffrey Epstein gefühlt, und nachdem Medien darüber berichtet hätten, habe sie Scheidungsanwälte engagiert. Im Juli 2021 erklärte die Stiftung des Paars, Melinda French Gates werde ihre Ämter zwei Jahre darauf niederlegen, wenn sie feststellten, dass sie nicht zusammen arbeiten könnten. Anfang August 2021 wurde die Scheidung vollzogen.
Gemeinsam mit MacKenzie Scott, der früheren Ehefrau von Jeff Bezos, wandte Melinda French Gates ihren philanthropischen Einsatz der Gleichstellung der Geschlechter zu. Im Juli 2021 stellten sie 40 Millionen Dollar zur Förderung von Gleichstellungsprojekten bereit.
2024 äußerte sie sich erstmalig zu ihrem Wahlverhalten und sprach zur Präsidentschaftswahl in den Vereinigten Staaten 2024 eine Empfehlung für Joe Biden aus. Seit dem 23. Juli 2024 unterstützte sie die Kampagne von Kamala Harris. Sie ist seitdem auch Großspenderin für die Demokratische Partei der USA mit Schwerpunkt auf Abtreibungsgesetzgebung.
Am 7. Juni 2024 legte Melinda French Gates ihren Co-Vorsitz bei der Bill & Melinda Gates Foundation nieder. In ihrer bereits 2015 gegründeten Stiftung Pivotal Ventures konzentriert sich Melinda French Gates verstärkt auf die Rechte und Lebensumstände von Frauen und Frauenförderung.

## Publikation
- The Moment of Lift. How Empowering Women Changes the World. Flatiron Books, New York 2019, ISBN 978-1-250-31357-7.
  - Deutsche Übersetzung: Wir sind viele, wir sind eins. Wenn wir die Rechte der Frauen stärken, verändern wir die Welt. Droemer Knaur, München 2019, ISBN 978-3-426-27792-8.

## Auszeichnungen
- 2005 war sie gemeinsam mit ihrem Ehemann und dem U2-Sänger Bono Person des Jahres des Time Magazine[12]
- 2006 erhielt sie zusammen mit ihrem Mann den Prinz-von-Asturien-Preis für Internationale Zusammenarbeit durch ihr Engagement in der Bill & Melinda Gates Foundation.
- 2009 erhielten sie und ihr Mann die Ehrendoktorwürde der University of Cambridge
- 2013 wurde beiden der Lasker~Bloomberg Public Service Award der Lasker Foundation zugesprochen
- Ebenfalls 2013 erhielt sie den Ehrentitel Honorary Dame Commander of the Order of the British Empire[13]
- 2015 wurde ihr der Padma Bhushan verliehen
- 2016 zeichnete Präsident Barack Obama sie gemeinsam mit ihrem Mann mit der Presidential Medal of Freedom aus[14]
- 2017 wurde sie im Berliner Rathaus mit der Otto-Hahn-Friedensmedaille des Jahres 2016 geehrt, „für herausragende Verdienste um Frieden und Völkerverständigung“.